# هرقل الأكبر
هرقل الأكبر ((باللاتينية: Heraclius)‏; (باليونانية: Ἡράκλειος)‏; توفي في عام 610) كان جنرال روماني شرقي (بيزنطي) وأبا للإمبراطور البيزنطي هرقل (حكم من 610 إلى 641). يُحتمل أنه من أصل أرمني، تميز هرقل الأكبر في الحرب ضد الفرس الساسانيين في عام 580. كجنرال خاضع (أو إستراتيجوس)، خدم هرقل تحت قيادة فيليبكوس (Philippicus (general)) خلال معركة سولوخون (Battle of Solachon) وربما خدم تحت كومينتيولوس (Comentiolus) خلال معركة سيساربانون . في عام 595، تم ذكر هرقل الأكبر كقائد ماهر لكل أرمينيا لذلك أرسله الإمبراطور موريكيوس (582-602) لقمع تمرد أرمني بقيادة صامويل فاويوني وأتات خورخوروني. في حوالي 600، تم تعيينه إكسارخوس أفريقيا، وفي عام 608، تمرد هرقل الأكبر مع ابنه ضد المغتصب فوقاس (حكم 602 - 610). باستخدام شمال أفريقيا كقاعدة، تمكن هرقل الأصغر سنا من الإطاحة بفوقاس، بدأ السلالة الهرقلية، والتي حكمت بيزنطية لمدة قرن. توفي هرقل الأكبر بعد سماعه أخبار نجاح ابنه في الوصول للحكم.